# Fanny Lecluyse
Fanny Lecluyse (Kortrijk, 11 maart 1992) is een Belgisch voormalig zwemster. In 2015 werd ze Europees kampioene op de 200m schoolslag in klein bad. Lecluyse nam deel aan drie Olympische Zomerspelen. 

## Levensloop
Lecluyse woonde in Spiere en studeerde aan de lerarenopleiding KATHO Campus Tielt. Ze was aangesloten bij Les Dauphins Mouscronnois, waar haar vader zwemofficial was. Het was haar moeder die haar als kind aanzette om te zwemmen. Lecluyse zwom zowel wisselslag, schoolslag, vlinderslag en rugslag. 
In 2007 kon Lecluyse zich plaatsen voor het Europees jeugdkampioenschap. Ze deed mee aan de 200 meter wisselslag (7e), 400 meter wisselslag (19e) en de 200 meter schoolslag (16e). Ook in 2008 nam ze deel aan het Europees jeugdkampioenschap. Ze werd er achtste op de 400 meter wisselslag en de 100 meter vlinderslag en 14e op de 200 meter wisselslag. Op het EK langebaan 2010 in Boedapest leverde ze een zeer goede prestatie. Ze behaalde twee halve finales, op de 200 meter wisselslag (14de) en de 200 meter schoolslag (11de). Op het WK langebaanzwemmen 2011 in Shanghai zwom ze twee halve finales, 200m schoolslag (10e) en 200m wisselslag (14e). 
Een eerste medaille op een groot kampioenschap haalde ze in 2011 op het EK kortebaan in het Poolse Szczecin. Ze werd er derde op de 200m schoolslag in een nieuwe Belgische recordtijd van 2.21,14 na de Deense Rikke Møller Pedersen en de Russische Anastasija Tsjaoen. Op de Olympische Spelen 2012 in Londen eindigde Lecluyse op een 19de plaats op de 200m schoolslag. Ze kwam er 35 honderdsten te kort om door te gaan naar de halve finale. Op het EK kortebaanzwemmen 2012 in Chartres behaalde ze een vierde plaats op de 200m schoolslag en een halve finale op de 100m schoolslag.
In 2015 kroonde ze zich tot Europees kampioen op de 200 meter schoolslag op het EK kortebaanzwemmen in het Israëlische Netanja.
In 2018 behaalde ze brons op het WK korte baan in Hangzhou op de 200m schoolslag. En een finale op de 50m en 100m schoolslag. 
Op de Olympische Spelen van Tokio in de zomer van 2021 haalde Lecluyse de finale op de 200 meter schoolslag waarin ze achtste eindigde. Later dat jaar in december sloot ze haar professionele zwemcarrière af op het WK in Abu Dhabi. Ze werd er zevende in de finale 50m schoolslag kortebaan.
Sinds 2022 ging Lecluyse aan de slag als leerkracht Lichamelijke Opvoeding aan Athena Pottelberg in Kortrijk en als trainster in een zwemclub. In januari 2025 trad ze in het huwelijk. Lecluyse woont met haar man in Dottenijs, vlakbij haar oude woonplaats Spiere-Helkijn waar ze ereburger is.
Lecluyse is Belgische recordhoudster op de 400 meter wisselslag, 50m, 100m en 200m schoolslag op de kortebaan en 200m wisselslag en alle schoolslagafstanden op de langebaan.

## Belangrijkste prestaties
| Jaar | Olympische Spelen                         | WK langebaan                                             | WK kortebaan                                             | EK langebaan                                              | EK kortebaan                                                                   |
| ---- | ----------------------------------------- | -------------------------------------------------------- | -------------------------------------------------------- | --------------------------------------------------------- | ------------------------------------------------------------------------------ |
| 2007 |                                           | geen deelname                                            |                                                          |                                                           | 29e 50m rugslag 26e 100m wisselsag 24e 200m wisselslag 19e 400m wisselslag     |
| 2008 | geen deelname                             |                                                          | geen deelname                                            | 23e 200m wisselslag 17e 400m wisselslag                   | 46e 50m rugslag 42e 1000 m vlinderslag 29e 100m wisselslag 25e 200m wisselslag |
| 2009 |                                           | 32e 200m wisselslag 41e 200m schoolslag                  |                                                          |                                                           | geen deelname                                                                  |
| 2010 |                                           |                                                          | geen deelname                                            | 14e 200m wisselslag 11e 200m schoolslag                   | 5e 200m schoolslag 8e 200m wisselslag 17e 400m wisselslag                      |
| 2011 |                                           | 14e 200m wisselslag 10e 200m schoolslag                  |                                                          |                                                           | 9e 100m schoolslag · 200m schoolslag                                           |
| 2012 | 19e 200m schoolslag                       |                                                          | geen deelname                                            | 25e 100m schoolslag 8e 200m schoolslag                    | 12e 100m schoolslag 4e 200m schoolslag 17e 200m wisselslag 25e 400m wisselslag |
| 2013 |                                           | geen deelname                                            |                                                          |                                                           | 14e 50m schoolslag 25e 100m schoolslag 11e 200m schoolslag                     |
| 2014 |                                           |                                                          | 8e 100m schoolslag 9e 50m schoolslag 11e 200m schoolslag | 8e 200m schoolslag 16e 100m schoolslag 16e 50m schoolslag |                                                                                |
| 2015 |                                           |                                                          |                                                          |                                                           | 4e 100m schoolslag · 50m schoolslag · 200m schoolslag                          |
| 2016 | 28e 100m schoolslag 17e 200m schoolslag   |                                                          | geen deelname                                            | 12e 100m schoolslag 9e 200m schoolslag                    |                                                                                |
| 2017 |                                           | geen deelname                                            |                                                          |                                                           | 7e 50m schoolslag · 7e 100m schoolslag · 200m schoolslag                       |
| 2018 |                                           |                                                          | 7e 50m schoolslag · 7e 100m schoolslag · 200m schoolslag | 15e 50m schoolslag 10e 100m schoolslag 6e 200m schoolslag |                                                                                |
| 2019 |                                           | 18e 50m schoolslag 8e 100m schoolslag 7e 200m schoolslag |                                                          |                                                           | geen deelname                                                                  |
| 2020 | Geen toernooien vanwege de coronapandemie | Geen toernooien vanwege de coronapandemie                | Geen toernooien vanwege de coronapandemie                | Geen toernooien vanwege de coronapandemie                 | Geen toernooien vanwege de coronapandemie                                      |
| 2021 | 26e 100m schoolslag 8e 200m schoolslag    |                                                          | 7e 50m schoolslag 21e 100m wisselslag                    | geen deelname                                             | geen deelname                                                                  |

## Persoonlijke records
(Bijgewerkt tot en met 18 december 2017)

### Kortebaan
| Afstand         | Tijd       | Datum            | Plaats       |
| --------------- | ---------- | ---------------- | ------------ |
| 50m rugslag     | 28,52      | 19 november 2011 | Wachtebeke   |
| 50m schoolslag  | BR 29,74   | 2 december 2015  | Netanja      |
| 100m schoolslag | BR 1.04,69 | 14 november 2015 | Gent         |
| 200m schoolslag | BR 2.18,49 | 6 december 2015  | Netanja      |
| 50m vrije slag  | 25,71      | 12 november 2016 | Bruges       |
| 100m vrije slag | 56,98      | 11 november 2013 | Duinkerke    |
| 200m vrije slag | 1.58,76    | 19 november 2011 | Wachtebeke   |
| 100m wisselslag | 59,99      | 18 november 2021 | Leuven       |
| 200m wisselslag | 2.10,10    | 14 november 2015 | Gent         |
| 400m wisselslag | BR 4.35,89 | 5 november 2017  | Kristiansand |

### Langebaan
| Afstand          | Tijd       | Datum            | Plaats                |
| ---------------- | ---------- | ---------------- | --------------------- |
| 50m rugslag      | 30,46      | 9 juni 2011      | Canet-en-Roussillon   |
| 100m rugslag     | 1.04,61    | 25 maart 2011    | Strasbourg            |
| 50m schoolslag   | BR 30,75   | 8 augustus 2015  | Kazan                 |
| 100m schoolslag  | BR 1.06,97 | 22 juli 2019     | Zuid-Korea            |
| 200m schoolslag  | BR 2.23,30 | 27 juni 2021     | Rome                  |
| 50m vrije slag   | 26,95      | 22 januari 2017  | Antwerpen             |
| 100m vrije slag  | 59,56      | 27 februari 2010 | Béthune               |
| 200m vrije slag  | 2.04,19    | 8 mei 2011       | La Louvière           |
| 100m vlinderslag | 1.01.11    | 18 januari 2009  | Saint-Germain-en-Laye |
| 200m wisselslag  | BR 2.13,68 | 26 juli 2011     | Shanghai              |
| 400m wisselslag  | 4.49,61    | 29 juli 2017     | Antwerpen             |